# Spanish Fry
«Spanish Fry» (укр. «Афрайдизіак») — сімнадцята серія четвертого сезону анімаційного серіалу «Футурама», що вийшла в ефір у Північній Америці 13 липня 2003 року.
Автор сценарію: Рон Вайнер.
Режисер: Пітер Аванзіно.
Прем'єра в Україні відбулася 10 листопада 2007 року.

## Сюжет
Команда «Міжпланетного експреса» вирушає у туристичний похід до лісів північного заходу США — місць, де, згідно з легендою, живе снігова людина («Біґфут»). Тимчасом як друзі влаштовуються на ночівлю у наметах, Фрая, який блукає хащами в пошуках загадкової істоти, викрадають інопланетяни. Зранку він повертається до табору без носа. З новин команда дізнається, що викрадення людських носів останнім часом стали справжньою пошестю через те, що інопланетяни вважають їх потужним афродизіаком (під назвою «людський ріг»). Разом із Лілою і Бендером Фрай вирушає на рейд чорними ринками Галактики, і зрештою знаходить секс-шоп, власник якого продав його ніс Лррр, правителю планети Омікрон Персей VIII.
Прибувши на планету, друзі дізнаються, що Лррр і його дружина Нднд переживають кризу подружніх стосунків, а «ріг» було придбано з метою врятувати їх. Фраю вдається вблагати інопланетян повернути йому ніс, проте Бендер повідомляє Лррр про деякі особливості людської анатомії, й той наказує відрізати Фраєві пеніс («нижній ріг»), який він планує зажити як афродизіак. Ліла переконує подружжя омікроніанців, що штучна стимуляція пристрасті не є для них виходом, і пропонує влаштувати романтичну вечерю на земній лісовій галявині під зорями. План Ліли зазнає поразки, намагання розчулити Лррр і Нднд піснею також не дає результатів, і перспектива позбутися пеніса для Фрая стає неминучою. Аж тут раптово з'являється Снігова людина.
Парковий рейнджер Рейнджер Парк, який багато років полював за Біґфутом із камерою, захоплено фотографує його і намірюється відтяти йому ногу як трофей. Омікроніанці приголомшені цим. Лррр розуміє, що його намір відтяти пеніс Фраю робить його жорстоким, таким як рейнджер. Він виголошує емоційну промову про рівність і цінність усіх Божих створінь. Розчулена Нднд впізнає в чоловікові того самого поета, якого вона колись покохала. Подружжя пристрасно цілується і заходиться кохатися, порадивши присутнім відійти на безпечну відстань — не менше 500 метрів. Біґфут деякий час дивитися на інопланетян і згодом зникає у хащах.
Під час фінальних титрів демонструється чергова серія передачі «Страшні двері», в якій божевільний вчений створює нову істоту із суміші ДНК найзліших тварин світу — й отримує в результаті людину.

## Послідовність дії
- Ця серія є третім випадком, в якому вступна музична тема відрізняється від звичайної: вона виконується а капела Біллі Вестом і Джоном ДіМаджіо в стилі вокальної перкусії (на відміну від вступу до «Bender Should Not Be Allowed on TV», де актори виконують тему на тлі звичайного супроводу).
- На галактичному базарі помітна група роботів, які смажать на багатті автомобіль — той самий, що фігурував у серії «The Lesser of Two Evils».
- Для демонстрації свого носа Фрай показує власнику секс-шопа своє фото в компанії Сьорба Маккензі — персонажа серії «Fry and the Slurm Factory».

## Пародії, алюзії, цікаві факти
- Оригінальна назва серії є алюзією на «шпанську мушку», комаху, отрута якої використовується як афродизіак.
- Назва «людський ріг» є алюзією на легенду, яка стверджує, що ріг носорога також є афродизіаком.
- Назва галактичного секс-шопу «The Beast With Two Bucks» (укр. «Звір з двома баксами») є грою слів, пов'язаною з виразом «the beast with two backs» (укр. «звір з двома спинами») — розповсюдженим евфемізмом на позначення сексу. Фраза походить із трагедії Шекспіра «Отелло».
- Постійні жарти й кепкування Бендера з геніталій Фрая є пародією на комедійний серіал виробництва «Фокс» «Одружені … та з дітьми», в якому жарти сексуального характеру супроводжуються аналогічним сміхом і схвальними вигуками аудиторії.
- Сцена викрадення Фрая інопланетянами пародіює пілотну серію «Секретних матеріалів».
- Останній епізод, в якому Біґфут зникає у лісі, імітують відомі суперечливі кадри, зняті Роджером Патерсоном і Робертом Ґімліном у 1967 році.
- Сюжетна зав'язка серії подібна до зав'язки повісті Миколи Гоголя «Ніс».
- Ліла співає для Лррр і Нднд пісню Вітні Х'юстон «I Will Always Love You».

## Особливості українського перекладу
- Національний парк, в якому зупиняється на ночівлю команда «Міжпланетного експреса», і де пізніше вечеряють Лррр і Нднд, має назву «Дрова»
- Одна з реплік Фрая: «Снігова людина, ти вивчив українську?»
- Перед прибуттям на Галактичний базар Фрай стверджує, що команда «побувала на всіх чорних ринках Галактики, навіть „Радіо“» (йдеться про ринок електроніки «секонд-хенд», розташований коло станції Караваєві дачі у Києві).